# Patrick Sarsfield, I conte di Lucan
Patrick Sarsfield, I conte di Lucan (1660 circa – Huy, 21 agosto 1693), è stato un militare irlandese, fu tra i sostenitori del giacobitismo.
Crebbe in una famiglia Anglo-Normanna da lungo residente in Irlanda.